# Ваздухопловни завод ОРАО
Ваздухопловни завод Орао је основан 1944. Предузеће за ремонт за производњу и ремонт турбомлазних мотора свих врста. Налазио се у оквиру ЈНА и ВРС. Данас функционише као акционарско друштво.

## Историјат

### Панчево 1944. - 1949.
Ваздухопловни завод Орао основан је 30. октобра 1944. године као Авио-радионицa бр. 169 за оправку авионских мотора у Панчеву. Мала Авио-радионица, од 17 радника и заробљеника, обављала је прве оправке авиона за потребе Ратног ваздухопловства. Само у 1945. години оправљено је 14 оштећених авиона. У периоду 1944 - 1949. година, на локацији Панчево, ремонтовано је више типова ваздухоплова стране и домаће производње (Рода, Јулка, Физир, Месершмит Дорније и Викер).

### Рајловац 1949. - 1992.
Због стратешких и геополитичких разлога након разлаза са Информбироом, авио-радионица из Панчева је октобра  1949. године, премјештена на аеродром Рајловац. Са дислоцираном опремом из Панчева и затеченом опремом и уређајима, у објектима Аеропланске радионице Сарајево у Рајловцу, која је била оспособљена за оправку авиона, закључно са генералним ремонтом. Настављен је рад и формирана је Авио-радионица бр. 169 - касније "Самостална ваздухопловна ремонтна радионица". Почетак рада на локацији Рајловац био је тежак. Радило се у неадекватним пословним просторијама и оскудним материјалним средствима. Посебан проблем био је смештај радника и њихових породица. Завод није располагао стамбеним објектима, па је смештај био у приватним кућама у околини Рајловца. На посао се долазило-одлазило пешке а из Сарајева радничким возом или теретним камионом, а ако се закасни на ова превозна средства пешке 10 - 15 км. У овој фази развоја, на ове две локације (Панчево и Рајловац) ремонтовано је више од 15 типова авиона, стране и домаће производње. Радило се стручно и квалитетно, рокови су се извршавали и задовољавале потребе наручилаца авиона. Пословање Завода, не само у Панчеву него и у Рајловцу, било је буџетско. Годишњим предрачуном прихода и расхода утврђени су оквири, не само за плате него и материјалне трошкове. Плате су утврђиване према платним разредима и квалификацијама. Производни послови су били нормирани, а режијска радна места (непроизводна) одобрили су надлежни органи. О перспективи и развоју бригу су водили војни органи. Од 1949. до 1954. Завод се кадровски и материјално консолидовао те је постепено освајао ремонт авиона и мотора.
У Војнотехнички ремонтни завод Орао преименован је 1953. У периоду од 1954. до 1962. основна дјелатност била је ремонт клипних ваздухопловних мотора и агрегата. Поправљено је преко 1.000 мотора на десет различитих типова авиона. У раздобљу од 1962. до 1985. године Завод престаје с ремонтом клипних авиона и прелази на ремонт турбомлазних мотора. Од 1966. године ВЗ "Орао" напушта раније програме ремонта мотора и осваја ремонт мотора "ВИПЕР" енглеске производње. Југославија је 1968 донијела одлуку за производњу авиона “Орао”. Владе Југославије и Румуније договориле су се да послове и трошкове развоја подјеле у односу пола-пола (пројект YУРОМ). Носилац југословенског моторског програма постао је Ваздухопловни завод “Орао“. Прелазак на ремонт ових мотора захтевао је набавку и израду нових уређаја и конструкцију специјалних и других алата. У 1972. години, по жељи ВЗ "Орао" поверен је ремонт турбомлазних мотора руске производње за авионе МиГ. Освајањем оправке мотора руске производње за авионе МиГ-21, ВЗ "Орао" овладао је свим технологијама ремонта мотора западног и источног порекла. У процесу ремонта мотора и агрегата, у примени су све технологије, све је синхронизовано, од пријема мотора на ремонт до испоруке купцу. Овом фазом развоја ВЗ "Орао" остварио је нове референце код домаћих и страних купаца. Почетком 1973. преименован је у Ваздухопловни завод ОРАО, а започињу се и почетне припреме за производњу турбомлазних мотора Viper по лиценци Rolls Roycea, да би 1978. отпочео са серијском производњом турбомлазних мотора Viper 632-41 и Viper 632-46. Тако је Завод од ремонтне организације прерастао у развојно-производно ремонтну организацију с приоритетним дјелатностима производње и ремонта турбомлазних мотора. У подручју генералног ремонта Завод је проводио ремонт свих турбомлазних мотора које је употребљавало Југословенско ратно ваздухопловство, а имао је испитну станицу мотора за дозвучне авиона до 2.000 daN и надзвучних авиона потиска до 20.000 daN. Имао је савремене уређаје и богати машински парк те модерну лабораторијску опрему за развој квалитетне производње и ремонта мотора.

## Одбрамбено-отаџбински рат
Током Одбрамбено-отаџбинског рата предузеће је функционисало у оквиру ВРС, тачније В и ПВО ВРС. Избијањем грађанског рата у БиХ 1992. године наступио је најтежи период за ВЗ ОРАО у цјелокупној његовој историји. Током овог периода основни задатак био је да се сачува Завод и околина од непријатеља. Због тога су запослени у ВЗ ОРАО истовремено морали и да се бране и да раде јер је предузеће било смјештено на једном од најтежих ратишта. У току борбених дејстава погинула су 23 радника, а преко 70 их је рањено. ЗА вријеме рата није било прекида у раду, а започела је и производња нових резервних дијелова, алата, уређаја и уводио нове технологије и радне процесе. Генерални ремонт проточног мотора RD-33 за MiG-29 је освојен у најтежем времену од краја 1992. до 30. 10. 1995. Током рата предузеће произвело 32 потпуно нова авионска мотора и извршили велики број ремонта за потребе В и ПВО. Крајем новембра 1995. године донијета је одлука од стране надлежних органа Републике Српске за предислокацију ВЗ ОРАО у Бијељину.

## Предузеће данас
Предислокација ВЗ ОРАО започела је крајем новембра 1995. Захваљујући помоћи ГШ ВРС и ангажовању колектива дислокација је успјешно и у року завршена. Завослени у ВЗ Орао су за само два мјесеца демонтирали комплетну фабрику и преселили је у Бијељину. Садашњи капацитети изграђени су на простору од 99.000 m², на потпуно новој локацији 1997. године. Демонтирано је и премјештено око 6000м2 радионичких хала и хангарских металних конструкција. Из Рајловца је отпремљено преко 1200 камиона и шлепера са материјалом и опремом. Директни трошкови ове дислокације су коштали преко 5 милона њемачких марака (ДМ), а укупни трошкови око 10 милона ДМ. Подигнути су нови објекти. Сачувана је и већина искусних и обучених кадрова. Инсталирано је преко 80% дислоциране опреме. ВЗ Орао се 2002. године нашао у средишту афере око наводног кршења УН-ова ембарга с Ираком везаног за ремонт и извоз наоружања у ову земљу, због чега је Канцеларија високог међународног представника наложила спровођење истраге. У Бијељини су успостављене линије за ремонт турбомлазних мотора VIPER и турбомлазних мотора руског поријекла. Заједно са ВЗ "Мома Станојловић", а у сарадњи са Војском Југославије и Машинским факултетом у Београду је инсталирана испитна станица за турбомлазне моторе. У јуну 2012. године отворен је нови објекат за репарацију дијелова, у којем се одвијају процеси галванско-хемијске заштите.

## Признања
Резултати ВЗ ОРАО били су препознати у ужем и ширем окружењу. Асоцијација клубова самоуправљача 1973 додјељује Повељу за успјешне резултате у образовању радника. Предсједништво СФРЈ 1974. БЗ ОРАО одликује Орденом за војне заслуге са великом звијездом. Предсједник Републике Српске Архивирано на веб-сајту  (10. децембар 2022) додјелио је Орден Његоша првог реда. Признање капетан Миша Анастасијевић. Пакет и златник за најбољу компанију у региону у 2015 години коју су додијелили подручна Привредна комора Бијељина. Медиа Инвент Нови Сад и Универзитет у Новом Саду. Признање регионални бизнис партнер 2014 које је додијелила Мас медија Интернационал Архивирано на веб-сајту  (16. децембар 2022) из Београда као представнику из региона. Признање за постигнути технолошки развој у 2012. које је додијелила Привредна комора Српске. Захвалница од стране РВ и ПВО Републике Србије за успјешну сарадњу у 2021. години.

## Директори
- генерал Алојз Весић (1968-1978)[7]
- пуковник Стјепан Вретенар (1978-1984)
- пуковник Лазо Грбић (1984-1987)
- пуковник Владета Миловановић (1987-1992)
- Милан Прица[8] (1992-2019)
- Биљана Марковић (2019-2020)[9]
- Ненад Лалић[10] (авг. 2020-дец. 2020)
- Младен Стојановић[11] (2020-    )